# Зембретта
Зембретта (араб. الجامور الصغير) — острів на північному-сході Туніської затоки Середземного моря, розташований на відстані близько восьми кілометрах на схід від острова Зембра. Його площа становить два гектари.